# 王緘
王緘（1542年—？），字伯黙，别號四槐，晚號愚谷山人，順天府霸州文安縣人，民籍，明朝政治人物。

## 生平
嘉靖十九年（1540年）其父王儀任苏松常鎮兵备道，母亲董恭人随同赴任，怀孕十四月生王缄于太仓。十二岁选充博士弟子员，嘉靖四十三年（1564年）中順天府鄉試第一百四名舉人。隆慶五年（1571年）辛未科會試第一百四十四名，三甲三十六名進士。初授河南中牟县知县，万历二年（1574年）冬擢升吏部验封司主事，三年轉考功司、文选司，四年晋稽勲司员外郎，五年請告歸乡。七年起补考功司，丁母董太恭人憂去职。十年起补文选司，出为浙江按察司副使，十一年调任河南副使，兵备信阳，再调山东副使，兵备開原，分巡遼陽，以知兵聞名，十三年晋山东右参政兼佥事，照旧管事，十五年升山西按察使，分巡冀北道，其冬十一月被辽东巡抚顾养谦弹劾抚剿無定策，神宗认为他养寇自重，命锦衣卫逮问，之後被革职闲住。

## 家族
曾祖父王能，縣主簿；祖父王賢，贈監察御史 加贈按察司副使；父王儀，都察院右副都御史。前母邢氏（贈恭人）；前母宋氏（封孺人）；母董氏（封恭人）。慈侍下。